# Пиринская Македония

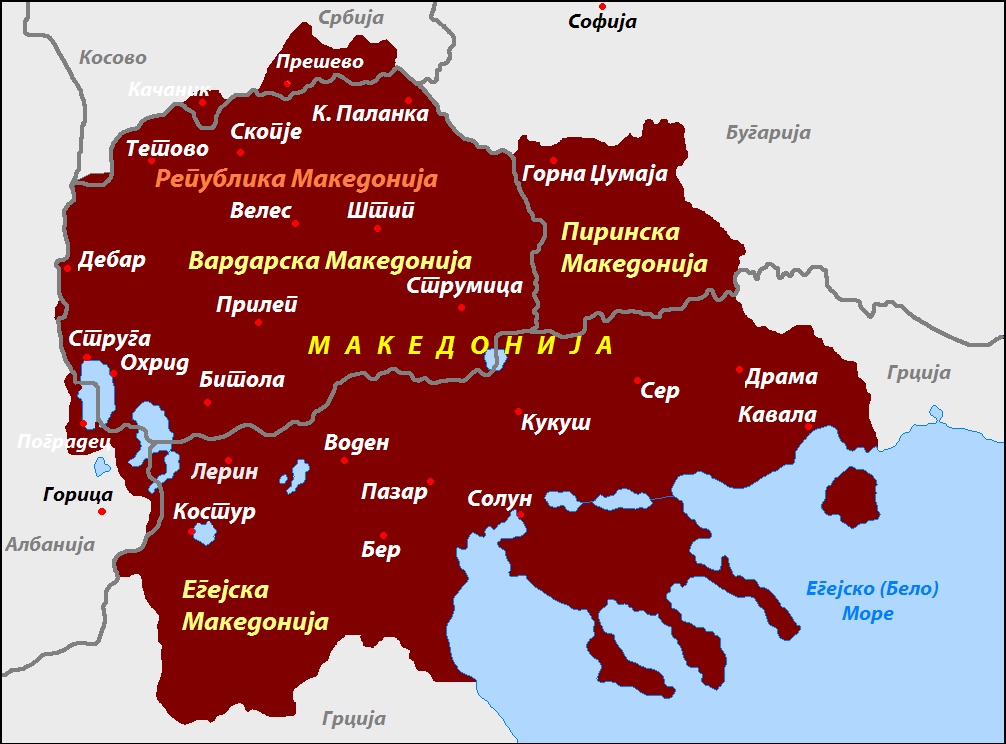
Пиринская Македония как часть исторического региона Македония

Пи́ринская Македо́ния (Восто́чная Македо́ния, или Болга́рская Македо́ния) — область на юго-западе Болгарии, включающая горный массив Пирин, соседние долины рек Струма и Места и части Родопских гор, Рилы, Славянки, Беласицы, Ограждена и Малешевских гор.
Бо́льшая часть этой территории расположена в составе нынешней Благоевградской области, а также небольшая территория находится близ села Бараково в Кюстендилской области.
Область Пиринская Македония вошла в состав Болгарии после Первой Балканской войны 1912 года и была сохранена даже после поражения последней во Второй Балканской войне.
На 2025-ый год является важным объектом конфликта между Болгарией и Северной Македонией, особенно после прихода на выборах 2024-года к власти в последней националистических сил. Болгария совместно с Грецией требует от Северной Македонии полностью отказаться от любых потенциальных претензий на Пиринскую Македонию. Вместе с этим, в общественном сознании существуют и мнения, что Болгария использует "македонский вопрос" с целью давления на македонскую национальность, как таковую.